# 세르히오 파하르도

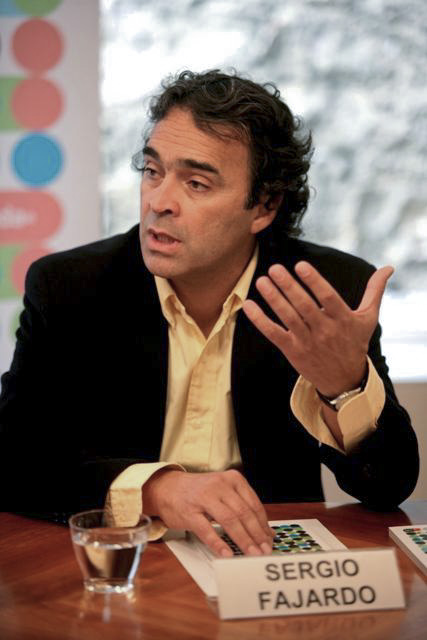
파하르도(2009년)

세르히오 파하르도 발데라마(스페인어: Sergio Fajardo Valderrama, 스페인어 발음: [ˈseɾxjo faˈxaɾðo βaldeˈrama], 1956년 6월 19일~)는 콜롬비아의 수학자 출신 정치인이다. 2003년 메데인의 시장으로 당선되어 정치활동을 개시했으며, 2004년부터 2007년까지 그 직을 맡았다. 2010년 안타나스 모쿠스의 러닝메이트로 도전했으나 후안 마누엘 산토스와 앙헬리노 가르손에 밀려 크게 떨어졌다. 2012년부터 2016년까지 안티오키아주의 주지사를 지냈다. 녹색연맹 소속으로, 좌우와 이념에 치우치지 않는 중도실용주의를 표방하고 있다. 2018년 녹색연맹의 후보로 선출되었다.

## 역대 선거 결과
| 선거명      | 직책명            | 대수  | 정당   | 1차 득표율 | 1차 득표수  | 2차 득표율 | 2차 득표수  | 결과 | 당락                   |
| ----------- | ----------------- | ----- | ------ | ---------- | ----------- | ---------- | ----------- | ---- | ---------------------- |
| 2010년 선거 | 콜롬비아의 부통령 | 9대   | 녹색당 | 21.51%     | 3,134,222표 | 27.47%     | 3,587,975표 | 2위  | 낙선                   |
| 2011년 선거 | 안티오키아 주지사 | 245대 | 녹색당 | 52.80%     | 922,403표   |            |             | 1위  | 안티오키아 주지사 당선 |
| 2018년 선거 | 콜롬비아의 대통령 | 33대  | 무소속 | 23.78%     | 4,602,916표 |            |             | 4위  | 낙선                   |